# Samaris cristatus
Cá bơn mào (Danh pháp khoa học: Samaris cristatus) là một loài cá bơn trong họ Samaridae phân bố ở Ấn Độ, Úc, Indonesia, Philippines, Trung Quốc, Đài Loan và Việt Nam, chủ yếu ở vịnh Bắc Bộ, miền Trung Việt Nam. Tên thường gọi tiếng Việt là cá bơn mào, tên địa phương là cá lưỡi trâu. Tên thường gọi tiếng Anh Cockatoo righteye flounder.

## Đặc điểm
Kích cỡ khai thác 160 – 200 mm. Vây đường bên 69 - 75. Lược mang 2-3 +6+ 10. Khoảng cách giữa hai mắt rất hẹp, vị trí hai mắt so le nhau, mắt trên hơi lùi về phía sau, mắt dưới hơi về phía trước. Mõm chếch về phía trên. Tia vây lưng thứ nhất đen, tia thứ 12 kéo dài thành dạng sợi. Vây ngực dài dài hơn chiều dài của đầu.
Tia thứ 1 đến 3 của vây bụng phía cơ mắt kéo dài, đầu mút của tia vây nở to như cái la, phía bên khoang mắt không kéo dài. Trên vây có điểm trắng, vây lưng và vây hậu môn màu tro. Trừ những tia vây lưng kéo dài có màu trắng nhưng gốc có màu tro. Vây ngực và vây bụng màu đen. Chiều dài thân gấp 2,8 lần chiều cao thân, gấp 4,4 - 4,6 lần chiều dài đầu. Chiều dài đầu gấp 3,9 - 4,1 lần chiều dài mõm, gấp 3,4- 3,6 lần đường kính mắt. 